# Доктрина Кеннеди
Доктрина Кеннеди (англ. Kennedy Doctrine) относится к инициативам во внешней политике 35-го Президента США Джона Фицджеральда Кеннеди по отношению к странам Латинской Америки в 1961—1963 годах. Кеннеди продолжил политику Гарри Трумэна по сдерживанию коммунизма и противодействию коммунистическим движениям в Западном полушарии.
В своей инаугурационной речи 20 января 1961-го года президент Кеннеди представил американцам план, согласно которому будет развиваться будущая внешняя политика Соединенных Штатов. В этой речи Кеннеди заявил: «Мы хотим, чтобы все нации знали, что мы заплатим любую цену, вынесем любую ношу, перенесём любые трудности, поддержим любого друга и сразимся с любым врагом для того, чтобы выжить и обеспечить свободу». Он также призвал всех помочь «в борьбе против врагов любого человека: тирании, бедности, болезней и, собственно, войны». В этом послании многие видят зарождение настоящей, серьёзной Холодной войны, менталитета «или-мы-или-они», который доминировал в администрации Кеннеди.

## Исторический фон
Доктрина Кеннеди была, по сути, расширением внешнеполитических прерогатив администраций Дуайта Д. Эйзенхауэра и Гарри С. Трумэна. Вся внешняя политика этих президентов вращалась вокруг угрозы коммунизма и средств, с помощью которых США попытаются сдержать его распространение. Доктрина Трумэна сосредоточена на сдерживании коммунизма путем оказания помощи странам, сопротивляющимся коммунизму в Европе.
Доктрина Эйзенхауэра была сосредоточена на предоставлении военной и экономической помощи странам, сопротивляющимся коммунизму на Ближнем Востоке, и на увеличении торгового потока из США в Латинскую Америку. Доктрина Кеннеди была основана на тех же целях, но больше касалась распространения коммунизма и советского влияния в Латинской Америке после кубинской революции, которая привела Фиделя Кастро к власти при Эйзенхауэре.

## Инаугурационная речь
В своей инаугурационной речи 20 января 1961 года президент Кеннеди представил американскому обществу план, которому впоследствии будут следовать будущие внешнеполитические инициативы его администрации. В этом послании Кеннеди предупредил: «Пусть каждая нация знает, желает ли она нам добра или зла, что мы заплатим любую цену, понесем любое бремя, встретим любые трудности, поддержим любого друга, выступим против любого врага, чтобы обеспечить выживание и успех свободы». Он также призвал общественность помочь «в борьбе против общих врагов человека: тирании, бедности, болезней и самой войны». Именно в этом обращении начинают видеть холодную войну, менталитет «мы против них», который стал доминировать в администрации Кеннеди.